# Dilly
Dilly is een gemeente (commune) in de regio Koulikoro in Mali. De gemeente telt 38.500 inwoners (2009).